# Serenata (From "Forever Out of My League")
Serenata (From "Forever Out of My League") è un singolo del cantautore italiano Alfa, pubblicato il 31 gennaio 2022 con doppia etichetta Wanderlust Society e Artist First.

## Descrizione
Il brano, scritto dallo stesso cantautore con Alessandro Gemelli, Lorenzo Milano e Simone Sproccati, è prodotto da questi ultimi tre con Yanomi.

## Brano musicale
Il brano musicale è stato pubblicato in concomitanza all'uscita del brano attraverso il canale YouTube del cantautore.

## Tracce
Testi di Andrea De Filippi, musiche di Andrea De Filippi, Alessandro Gemelli, Lorenzo Milano, Simone Sproccati.
1. Serenata (From "Forever Out of My League") – 2:18